# Drosera subtilis
Drosera subtilis es una especie de planta perenne, erecta y tuberosa del género de plantas carnívoras Drosera.

## Descripción
Se encuentra anclada al suelo mediante un sistema de delgadas raíces carnosas, careciendo de tubérculo. Produce pequeñas hojas carnívoras en un tallo  erecto y rojizo que puede tener 20 cm de altura.
La inflorescencia puede producir 50 o más flores individuales, estas son de color blanco con cuatro pétalos y cuatro estambres también blancos que miden 1,3-1,5 mm de largo y dos estilos, con el polen de color amarillo. Florece entre febrero y marzo.

## Distribución y hábitat
Es endémica del norte de Australia Occidental y un solo sitio en el Territorio del Norte. En Australia Occidental, se ha recogido de Beverley Springs Station, Bigge Island, y la meseta de Mitchell Plateau. En el Territorio del Norte, se ha encontrado cerca de Little Nourlangie Rock. Crece cerca de los márgenes de las filtraciones, en arena y piedra arenisca y en el humus de los suelos mixtos. 

## Taxonomía
Fue descrita por primera vez por N.G.Marchant en 1982 en la serie Flora of Australia. Se le coloca en Drosera secc. Ergaleium con la mayor parte de las erectas o trepadoras Ergaleium tuberosas del suroeste de Australia , a pesar de que carece de un tubérculo. El consenso entre los expertos es que esta especie está fuera de lugar y que pertenece a los aliados y similares a D. banksii, otra planta anual que hoy se coloca, tal vez erróneamente, en Drosera sect. Lasiocephala, pero esta opinión aún no ha sido publicada oficialmente. Fue publicado en Flora of Australia 8: 385. 1982.
Etimología
Drosera: tanto su nombre científico –derivado del griego δρόσος (drosos): "rocío, gotas de rocío"– como el nombre vulgar –rocío del sol, que deriva del latín ros solis: "rocío del sol"– hacen referencia a las brillantes gotas de mucílago que aparecen en el extremo de cada hoja, y que recuerdan al rocío de la mañana.
subtilis: epíteto latino que significa "delicada".